# Rescisión
La rescisión es un concepto que hace referencia al negocio jurídico por el que se deja sin efecto, mediante declaración judicial, un negocio, contrato o acto jurídico. También conocida como la acción de nulidad de los contratos o negocios jurídicos, y en derecho notarial, como acción proforma. 
Se entiende principalmente con respecto a los contratos, negocios o actos jurídicos que están afectados de la nulidad relativa, de la cual en la mayoría de las legislaciones anglosajonas, solo le es permitida intentarla a la persona en cuyo favor se ha establecido, a menos que sea ésta la que reporta un provecho o enriquecimiento. En consecuencia, la rescisión no se encuentra establecida en el interés de la moral y de la ley. No protege los superiores intereses de la colectividad, sino los de ciertas y determinadas personas, en cuyo beneficio el legislador la establece.
Algunos sistemas jurídicos la consideran como uno de los modos de extinguir las obligaciones, como por ejemplo, el Código Civil chileno y el salvadoreño.

## Concepto
Es la sanción civil impuesta a los actos ejecutados o celebrados con prescindencia de un requisito exigido por la ley para el valor de un acto jurídico, en atención a la calidad o estado de las partes que lo ejecutan o celebran.

## Clases
Existen tres clases de rescisión:
Voluntaria: debe estar pendiente de cumplimiento y hacerse por mutuo consentimiento de las partes. 
Judicial: por lesión patrimonial o perjuicio sufrido, que traerá una consecuencia emitida en sentencia por órgano judicial. Para que proceda, la rescisión necesariamente debe ser declarada por un órgano jurisdiccional, que conocerá y fallará a petición del interesado.
Fortuita: ocurre a consecuencia de circunstancias ajenas a la voluntad del obligado por circunstancias forzosas en las cuales el cumplimiento de la obligación se torna imposible (muerte de uno de los socios, muerte de los mandatarios, y en el caso de que los herederos no deseen mantener la obligación, renuncia por causa justa). En este caso, sin embargo, tampoco puede hablarse propiamente de rescisión, puesto que lo mismo no implica necesariamente la nulidad del contrato, sino la extinción de la obligación.